# Nikola Mektić
Nikola Mektić, né le 24 décembre 1988 à Zagreb, est un joueur de tennis croate, professionnel depuis 2006.
Spécialiste du double, il a remporté 32 titres ATP dont le Masters avec Wesley Koolhof, le tournoi de Wimbledon 2021 avec Mate Pavić, dix Masters 1000 et la médaille d'or olympique.

## Carrière
Nikola Mektić a remporté un total de 21 tournois ITF dont 15 en simple. Il totalise également 9 titres Challenger en double. Son meilleur résultat en simple est une finale à Anning en 2014. Il a aussi atteint les huitièmes de finale du l'Open de Roumanie en 2015 en battant Denis Istomin. En juillet 2016, après 9 échecs au premier tour d'un tournoi ATP en double, il atteint la finale à Umag avec Antonio Šančić.
Début 2017, il remplace Ivan Dodig dans l'équipe de Croatie de Coupe Davis lors du premier tour du Groupe Mondial et remporte le match de double, associé à Marin Draganja, contre les Espagnols Feliciano et Marc López (6-76, 7-67, 7-65, 2-6, 6-4). Il perd en revanche le simple décisif face à Pablo Carreño-Busta en trois sets. Il remporte peu après le premier tournoi de sa carrière à Memphis, associé à Brian Baker, puis un second en avril à Budapest après un quart à Miami. Il met entretemps un terme à sa carrière en simple. Lors du tournoi de Wimbledon, associé à Franko Škugor, il s'illustre en atteignant difficilement les demi-finales puis en s'inclinant contre la paire Oliver Marach/Mate Pavić au terme d'une rencontre très disputée (4-6, 7-5, 7-64, 3-6, 17-15).
En 2018, il fait équipe avec l'Autrichien Alexander Peya. Ils jouent 4 finales et remportent le tournoi de Marrakech. Un mois plus tard, il gagne son premier Masters 1000 à Madrid après l'abandon de Bob et Mike Bryan. Il termine sa saison sur terre battue par une demi-finale à Roland-Garros. Ces résultats lui permettent de participer au Masters de double mais il est éliminé en poules avec Peya après deux défaites. Il fait partie en fin d'année de l'équipe gagnante de la Coupe Davis en raison de sa sélection en quart de finale contre le Kazakhstan où il avait remporté le match de double avec Ivan Dodig.
En 2020, il s'impose en double mixte à l'Open d'Australie avec Barbora Krejčíková. En fin d'année, il se qualifie avec Wesley Koolhof pour le Masters qu'ils remportent. Il termine la saison à la 8e place mondiale.
En 2021, avec comme partenaire Mate Pavić, il gagne huit titres dont les Masters 1000 de Miami, Monte-Carlo et de Rome. À la suite de sa victoire dans la capitale italienne, il devient numéro deux mondial. Testé positif au coronavirus avec son binôme; il est retiré des Internationaux de France de tennis.
Après un quart de finale au Tournoi de tennis du Queen's (ATP 2021), le binôme gagne le titre au tournoi d'Eastbourne puis son premier Grand Chelem à Wimbledon.
Ils remportent ensuite la médaille d'or olympique aux Jeux de Tokyo.
En 2022, toujours avec son compatriote Mate Pavić, il remporte cinq titres et atteint la finale à Wimbledon, celle du Masters et 2 autres finales.
En 2023, il remporte 3 titres supplémentaires avec son binôme avant de mettre fin à leur collaboration après Wimbledon.
En 2024, il s'associe avec le Néerlandais Wesley Koolhof avec qui il remporte 5 titres, à Auckland, Rotterdam, Indian Wells, Shanghai et Paris-Bercy.
En 2025, associé à Michael Venus, le binôme remporte l'ASB Classic d'Auckland, puis associé à Rajeev Ram, ils remportent Cincinnati.

## Palmarès

### En double messieurs
| 32 titres en double | 1 G. Chelem | 1 G. Chelem | 1 G. Chelem | 1 G. Chelem | 1 Masters  | 1 Masters  | 1 Masters   | 1 Masters   | 11 Masters 1000 | 11 Masters 1000 | 11 Masters 1000 | 11 Masters 1000 | 4 ATP 500          | 4 ATP 500          | 4 ATP 500          | 4 ATP 500          | 14 ATP 250         | 14 ATP 250         | 14 ATP 250     | 14 ATP 250     | 1 JO           | 1 JO           | 1 JO           | 1 JO           |
| 32 titres en double | 18 sur dur  | 18 sur dur  | 18 sur dur  | 18 sur dur  | 18 sur dur | 18 sur dur | 6 sur gazon | 6 sur gazon | 6 sur gazon     | 6 sur gazon     | 6 sur gazon     | 6 sur gazon     | 8 sur terre battue | 8 sur terre battue | 8 sur terre battue | 8 sur terre battue | 8 sur terre battue | 8 sur terre battue | 0 sur moquette | 0 sur moquette | 0 sur moquette | 0 sur moquette | 0 sur moquette | 0 sur moquette |

## Parcours dans les tournois duGrand Chelem

### En simple
N'a jamais participé à un tableau final.

### En double messieurs
| Année | Open d'Australie                                                                      | Open d'Australie                                                                       | Internationaux de France                                                          | Internationaux de France                                                               | Wimbledon                                                                         | Wimbledon                                                                         | US Open | US Open |
| ----- | ------------------------------------------------------------------------------------- | -------------------------------------------------------------------------------------- | --------------------------------------------------------------------------------- | -------------------------------------------------------------------------------------- | --------------------------------------------------------------------------------- | --------------------------------------------------------------------------------- | ------- | ------- |
| 2016  | —                                                                                     | —                                                                                      | —                                                                                 | —                                                                                      | 1er tour (1/32) M. Draganja \|\| style="text-align:left;" \| R. Bopanna F. Mergea | —                                                                                 | —       |         |
| 2017  | 1/8 de finale Brian Baker \|\| style="text-align:left;" \| Bob Bryan Mike Bryan       | 1er tour (1/32) Brian Baker \|\| style="text-align:left;" \| Sam Groth R. Lindstedt    | 1/2 finale F. Škugor \|\| style="text-align:left;" \| O. Marach Mate Pavić        | 1er tour (1/32) Brian Baker \|\| style="text-align:left;" \| Malek Jaziri A. Kuznetsov |                                                                                   |                                                                                   |         |         |
| 2018  | 2e tour (1/16) A. Peya \|\| style="text-align:left;" \| J. S. Cabal Robert Farah      | 1/2 finale A. Peya \|\| style="text-align:left;" \| P.-H. Herbert Nicolas Mahut        | 1/8 de finale A. Peya \|\| style="text-align:left;" \| Robin Haase R. Lindstedt   | 1/8 de finale J. Melzer \|\| style="text-align:left;" \| Austin Krajicek T. Sandgren   |                                                                                   |                                                                                   |         |         |
| 2019  | 1/8 de finale K. Krawietz \|\| style="text-align:left;" \| Jamie Murray Bruno Soares  | 1er tour (1/32) F. Škugor \|\| style="text-align:left;" \| Pablo Cuevas F. López       | 1/8 de finale F. Škugor \|\| style="text-align:left;" \| Ivan Dodig Filip Polášek | 2e tour (1/16) F. Škugor \|\| style="text-align:left;" \| L. Bambridge Ben McLachlan   |                                                                                   |                                                                                   |         |         |
| 2020  | 2e tour (1/16) W. Koolhof \|\| style="text-align:left;" \| J. Duckworth Marc Polmans  | 1/2 finale W. Koolhof \|\| style="text-align:left;" \| K. Krawietz Andreas Mies        | Annulé                                                                            | Annulé                                                                                 | Finale W. Koolhof                                                                 | Mate Pavić Bruno Soares                                                           |         |         |
| 2021  | 1/2 finale Mate Pavić \|\| style="text-align:left;" \| Ivan Dodig Filip Polášek       | —                                                                                      | —                                                                                 | Victoire Mate Pavić                                                                    | M. Granollers H. Zeballos                                                         | 1er tour (1/32) Mate Pavić \|\| style="text-align:left;" \| N. Lammons J. Withrow |         |         |
| 2022  | 2e tour (1/16) Mate Pavić \|\| style="text-align:left;" \| T. Kokkinakis Nick Kyrgios | 1/8 de finale Mate Pavić \|\| style="text-align:left;" \| R. Bopanna M. Middelkoop     | Finale Mate Pavić                                                                 | M. Ebden M. Purcell                                                                    | 1/4 de finale Mate Pavić \|\| style="text-align:left;" \| M. Arévalo J.-J. Rojer  |                                                                                   |         |         |
| 2023  | 2e tour (1/16) Mate Pavić \|\| style="text-align:left;" \| Alex Bolt Luke Saville     | 1er tour (1/32) Mate Pavić \|\| style="text-align:left;" \| Sander Gillé Joran Vliegen | 1/8 de finale Mate Pavić \|\| style="text-align:left;" \| Ariel Behar A. Pavlásek | 2e tour (1/16) R. Haase \|\| style="text-align:left;" \| M. McDonald A. Mies           |                                                                                   |                                                                                   |         |         |
| 2024  | 1/8 de finale W. Koolhof \|\| style="text-align:left;" \| R. Bopanna M. Ebden         | 2e tour (1/16) W. Koolhof \|\| style="text-align:left;" \| M. Purcell J. Thompson      | 2e tour (1/16) W. Koolhof \|\| style="text-align:left;" \| C. Broom A. Fery       | 1/4 de finale W. Koolhof \|\| style="text-align:left;" \| N. Lammons J. Withrow        |                                                                                   |                                                                                   |         |         |

N.B. : le nom du partenaire se trouve sous le résultat ; les noms des ultimes adversaires se trouvent à droite.

### En double mixte
| Année | Open d'Australie                                                                 | Open d'Australie                                                                | Internationaux de France                                                                   | Internationaux de France                                                              | Wimbledon                                                                  | Wimbledon                 | US Open                                                                               | US Open |
| ----- | -------------------------------------------------------------------------------- | ------------------------------------------------------------------------------- | ------------------------------------------------------------------------------------------ | ------------------------------------------------------------------------------------- | -------------------------------------------------------------------------- | ------------------------- | ------------------------------------------------------------------------------------- | ------- |
| 2017  | —                                                                                | —                                                                               | 1er tour (1/16) An. Rodionova \|\| style="text-align:left;" \| M. J. Martínez M. Demoliner | 1/8 de finale A. Konjuh \|\| style="text-align:left;" \| G. Dabrowski R. Bopanna      | 2e tour (1/8) R. Olaru \|\| style="text-align:left;" \| T. Babos B. Soares |                           |                                                                                       |         |
| 2018  | —                                                                                | —                                                                               | 1/8 de finale A. Kudryavtseva \|\| style="text-align:left;" \| A-L. Grönefeld R. Farah     | 1/8 de finale Chan H.-c. \|\| style="text-align:left;" \| K. Srebotnik M. Venus       | Finale A. Rosolska                                                         | B. Mattek-Sands J. Murray |                                                                                       |         |
| 2019  | 1er tour (1/16) A. Rosolska \|\| style="text-align:left;" \| I. Świątek Ł. Kubot | 1/4 de finale A. Rosolska \|\| style="text-align:left;" \| N. Melichar B Soares | 1/8 de finale A. Rosolska \|\| style="text-align:left;" \| R. Olaru F. Škugor              | 1er tour (1/16) A. Rosolska \|\| style="text-align:left;" \| A. Spears R. Bopanna     |                                                                            |                           |                                                                                       |         |
| 2020  | Victoire B. Krejčíková                                                           | B. Mattek-Sands J. Murray                                                       | Annulé                                                                                     | Annulé                                                                                | Annulé                                                                     | Annulé                    | Annulé                                                                                | Annulé  |
| 2021  | 1er tour (1/16) B. Strýcová \|\| style="text-align:left;" \| H. Carter S. Gillé  | —                                                                               | —                                                                                          | —                                                                                     | —                                                                          | —                         | —                                                                                     |         |
| 2022  | —                                                                                | —                                                                               | —                                                                                          | —                                                                                     | —                                                                          | —                         | 1er tour (1/16) K. Mladenovic \|\| style="text-align:left;" \| E. Shibahara F. Škugor |         |
| 2023  | 2e tour (1/8) D. Schuurs \|\| style="text-align:left;" \| T. Townsend J. Murray  | —                                                                               | —                                                                                          | 2e tour (1/8) B. Pera \|\| style="text-align:left;" \| L. Kichenok Mate Pavić         | —                                                                          | —                         |                                                                                       |         |
|       |                                                                                  |                                                                                 |                                                                                            |                                                                                       |                                                                            |                           |                                                                                       |         |
| 2025  | —                                                                                | —                                                                               | 1er tour (1/16) D. Schuurs \|\| style="text-align:left;" \| E. Cascino G. Blancaneaux      | 1er tour (1/16) G. Dabrowski \|\| style="text-align:left;" \| A. Sutjiadi R. Galloway | —                                                                          | —                         |                                                                                       |         |

N.B. : le nom de la partenaire se trouve sous le résultat ; les noms des ultimes adversaires se trouvent à droite.

## Participation auMasters

### En double
| Année | Ville   | Surface    | Partenaire     | Résultats | Résultat final    |
| ----- | ------- | ---------- | -------------- | --------- | ----------------- |
| 2018  | Londres | Dur (int.) | Alexander Peya | 0v, 2d    | Éliminé en poules |
| 2020  | Londres | Dur (int.) | Wesley Koolhof | 4v, 1d    | Victoire          |
| 2021  | Turin   | Dur (int.) | Mate Pavić     | 2v, 2d    | Demi-finaliste    |
| 2022  | Turin   | Dur (int.) | Mate Pavić     | 4v, 1d    | Finaliste         |
| 2024  | Turin   | Dur (int.) | Wesley Koolhof | 1v, 2d    | Éliminé en poules |

## Classements ATP en fin de saison
| Année          | 2006 | 2007 | 2008 | 2009 | 2010 | 2011 | 2012 | 2013 | 2014 | 2015 | 2016 | 2017 | 2018 | 2019 | 2020 | 2021 | 2022 | 2023 | 2024 |
| Rang en simple | 1540 | 699  | 541  | 325  | 279  | 326  | 249  | 282  | 277  | 350  | 330  | 939  | –    | –    | –    | –    | –    | –    | –    |
| Rang en double | 1421 | 805  | 485  | 440  | 266  | 672  | 236  | 288  | 277  | 179  | 74   | 32   | 13   | 15   | 8    | 2    | 8    | 43   | 6    |

Source : (en) Classements de Nikola Mektić sur le site officiel de la Fédération internationale de tennis